# Dorian Scott
Pour les articles homonymes, voir Scott.
Dorian Scott, né le 1er février 1982, est un athlète jamaïcain spécialiste du lancer du poids.

## Biographie

### Palmarès
| Date | Compétition                                      | Lieu                 | Résultat | Performance |
| ---- | ------------------------------------------------ | -------------------- | -------- | ----------- |
| 2005 | Championnats d'Amérique centrale et des Caraïbes | Nassau               | 1er      | 20,21 m     |
| 2006 | Jeux du Commonwealth                             | Melbourne            | 2e       | 19,75 m     |
| 2006 | Jeux d'Amérique centrale et des Caraïbes         | Carthagène des Indes | DSQ      | 20,34 m,    |
| 2007 | Jeux panaméricains                               | Rio de Janeiro       | 2e       | 20,06 m     |
| 2008 | Championnats du monde en salle                   | Valence              | 5e       | 20,29 m     |
| 2010 | Jeux d'Amérique centrale et des Caraïbes         | Mayagüez             | 1er      | 18,92 m     |
| 2010 | Jeux du Commonwealth                             | New Delhi            | 2e       | 20,19 m     |
| 2012 | Jeux olympiques                                  | Londres              | 10e      | 20,61 m     |

### Records
| Épreuve         | Épreuve      | Performance | Lieu        | Date         |
| --------------- | ------------ | ----------- | ----------- | ------------ |
| Lancer du poids | En plein air | 21,45 m     | Tallahassee | 28 mars 2008 |
| Lancer du poids | En salle     | 20,62 m     | Valence     | 7 mars 2008  |